# كأس العالم للرغبي 1999
كأس العالم للرجبي 1999 (بالإنجليزية: 1999 Rugby World Cup)‏ هو الموسم 4 من  كأس العالم للرجبي. أقيم خلال الفترة 1 أكتوبر 1999، وحتى 6 نوفمبر 1999، وبمشاركة  20 فريقاً، وفاز فيه منتخب أستراليا الوطني لاتحاد الرجبي.